# Стёпкин, Владимир Александрович
Владимир Александрович Стёпкин — сотрудник Министерства внутренних дел Российской Федерации, старший лейтенант милиции, погиб при исполнении служебных обязанностей, кавалер ордена Мужества (посмертно).

## Биография
Владимир Александрович Стёпкин родился 25 января 1965 года в посёлке Диксон Диксонского района Таймырского (Долгано-Ненецкого) автономного округа Красноярского края. В 1983—1985 годах проходил срочную службу в Вооружённых Силах СССР, участвовал в боевых действиях в Демократической Республике Афганистан, за боевые отличия удостоен медали «За боевые заслуги».
В январе 1986 года поступил на службу в органы внутренних дел СССР. 21 апреля 1995 года назначен начальником отделения Специального отряда быстрого реагирования Управления по борьбе с организованной преступностью при Управлении внутренних дел Волгоградской области. Три дня спустя, в ночь с 24 на 25 апреля 1995 года, он в качестве старшего группы захвата был направлен в район Весёлой балки и комбината «Заря». По оперативным данным, здесь скрывался особо опасный преступник, за два года до того бежавший из мест лишения свободы — некий Ким, известный в преступных кругах под кличкой «Кореец». При нём находилось оружие — пистолет Макарова и автомат Калашникова модернизированный.
Рецидивист был блокирован на чердаке дома № 1 по улице Лядова. На предложение сдаться он ответил выстрелами. Старший лейтенант милиции Владимир Александрович Стёпкин забрался на крышу пристройки к дому, стремясь подобраться к Киму, однако тот увидел милиционера и открыл по нему огонь. Одна из пуль пробила шлем, нанеся старшему группы захвата смертельное ранение. В продолжившейся перестрелке Ким был убит. Стёпкин скончался в больнице «Каустик» на следующий день.
Указом Президента Российской Федерации старший лейтенант милиции Владимир Александрович Стёпкин посмертно был удостоен ордена Мужества.

## Память
- В честь Стёпкина названа улица в городе Волгограде[3].